# Michaił Fridman
Michaił Fridman (ros. Михаил Маратович Фридман; ur. 21 kwietnia 1964 we Lwowie) – rosyjski przedsiębiorca, uznawany za jednego z czołowych rosyjskich finansistów.
Założyciel i jeden z głównych udziałowców Alfa Group, do której należy największy rosyjski prywatny bank Alfa-Bank.
Należy do grupy tzw. oligarchów jelcynowskich, która popierając rządy W. Putina uzyskała koncesję na prowadzenie biznesu i ochronę aktywów przed działaniami służb państwowych.
Decyzją z dnia 28 lutego 2022 r. Rada Unii Europejskiej nałożyła na Fridmana sankcje za wspieranie działań podważających integralność terytorialną, suwerenność i niezależność Ukrainy, jak również za udzielanie aktywnego wsparcia rosyjskim decydentom odpowiedzialnym za aneksję Krymu i destabilizację wschodniej Ukrainy oraz za czerpanie korzyści z powiązań z tymi decydentami.
11 marca 2022 r. Fridman został wpisany również na listę sankcji rządu Wielkiej Brytanii na podstawie Sanctions and Anti-Money Laundering Act 2018, a 26 kwietnia 2022 także w Polsce na listę osób i podmiotów objętych sankcjami Ministerstwa Spraw Wewnętrznych i Administracji